# 苏塞加纳
苏塞加纳（義大利語：Susegana），是意大利威尼托大区特雷维索省的一个市镇。总面积44平方公里，人口12082人，人口密度274.6人/平方公里（2009年）。国家统计（ISTAT）代码为026083。